# كازوهيتو إساكي
كازوهيتو إساكي (باليابانية: 江﨑 一仁) (31 أكتوبر 1986 في كوغا في اليابان – )؛ هو لاعب كرة قدم ياباني سابق كان يلعب كمدافع.

## وصلات خارجية
- كازوهيتو إساكي على موقع رابطة كرة القدم اليابانية للمحترفين (اليابانية)
- كازوهيتو إساكي على موقع Soccerway.com (الإنجليزية)